# 서울지방병무청

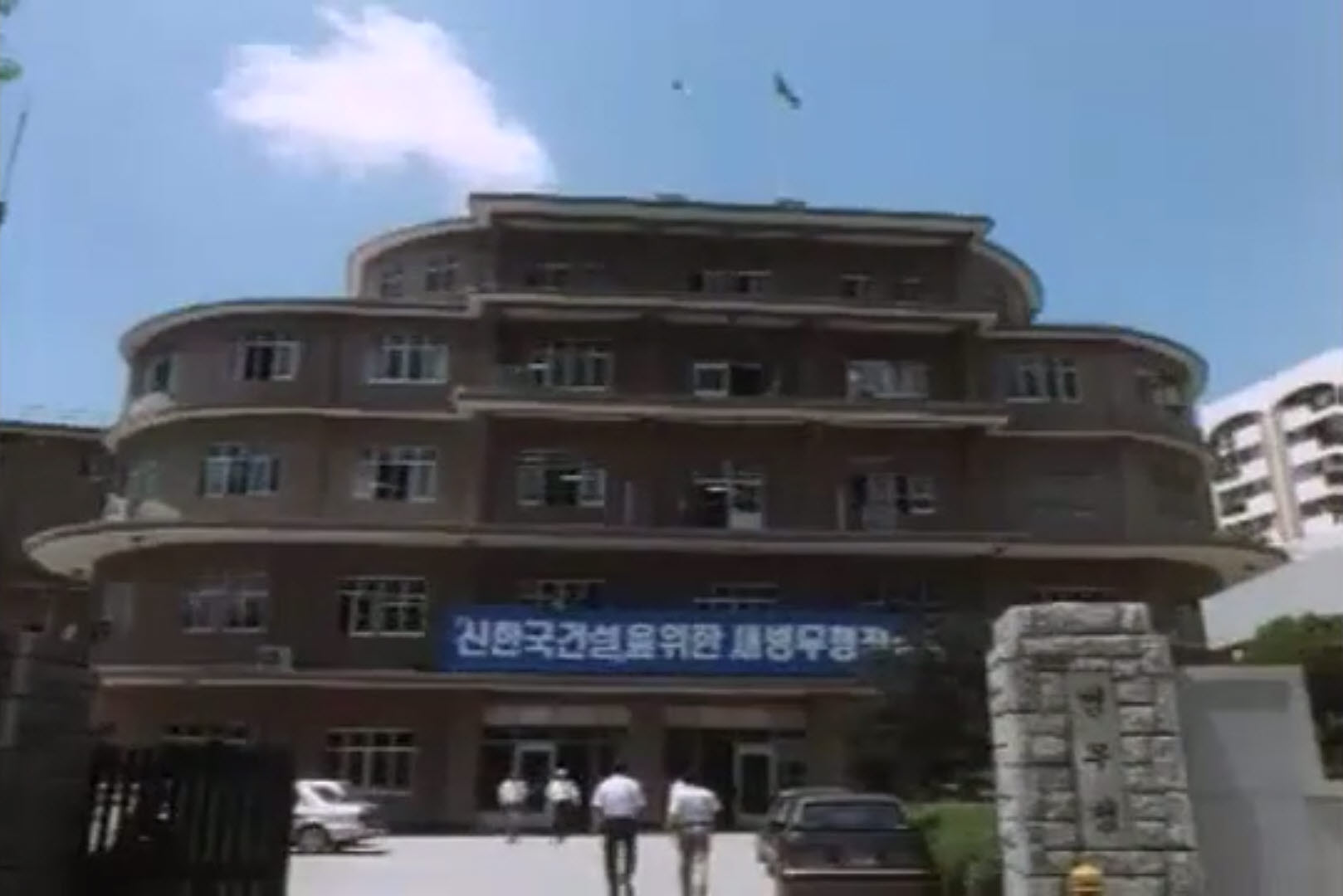
1993년, 영등포구 신길동으로 이전되기 전의 서울지방병무청. 당시 병무청이 위치하던 서울특별시 용산구 후암동에 위치하였다.

서울지방병무청(서울地方兵務廳, Seoul Regional Military Manpower Administration)은 서울특별시 지역의 징집·소집 그 밖에 병무 행정에 관한 사무를 관장하는 대한민국 병무청의 소속기관이다. 1981년 11월 2일 발족하였으며, 서울특별시 영등포구 여의대방로43길 13에 위치하고 있다. 청장은 고위공무원단 나등급에 속하는 일반직공무원으로 보한다.
중앙신체검사소가 청내에 있었으나 2013년 1월 30일에 대구광역시 동구로 옮겼다.

## 연혁
- 1949년 09월: 육군본부 예하 서울지구 병사구사령부로 발족.
- 1960년 9월: 해군본부 본관(현 서울지방병무청 본관) 완공
- 1962년 10월 31일: 국방부 소속 서울특별시병무청으로 개편.[2]
- 1970년 8월 20일: 병무청 소속 서울특별시지방병무청으로 개편.[3]
- 1981년 11월 2일: 서울지방병무청으로 개편.[4]
- 1994년 11월: 용산구 후암동에서 현 위치인 영등포구 신길동(구 해군본부 부지)으로 청사 이전.

## 관할구역
- 서울특별시 전 지역
- 병역조사팀의 분장 사항에 한해 인천광역시, 경기도, 강원도를 포함

## 조직

### 청장
- 병역판정관실[5]
- 운영지원과[6]
- 병역자원과[7]
- 병역판정검사과[8]
- 현역입영과[7]
- 현역모집과[7]
- 동원소집과[7]
- 동원훈련과[7]
- 산업지원과[7]
- 고객지원과[7]
- 정보관리과[9]
- 복무관리과[7]
- 사회복무과[7]
- 병역조사팀[7]